# Pansarvärnskanon

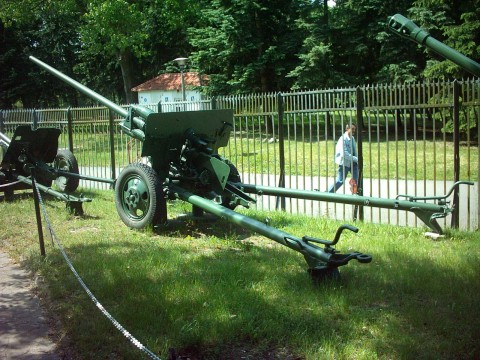
Rysk 57 mm pansarvärnspjäs

Pansarvärnskanon är en kanon främst avsedd för bekämpning av fientliga pansarfordon. En PV-kanons effektivitet avgörs av dels kanonens kaliber, dels granatens utgångshastighet, samt låg profil och lätthanterlighet (låg vikt). En PV-kanon betjänas normalt av tre-fem soldater, ibland benämnd som "pjässervis". PV-kanoner har i dagens försvarsmakter i stor utsträckning ersatts av pansarvärnsrobotar. PV-kanoner förekom i stor mängd under andra världskriget. Exempel på typisk PV-kanon från andra världskriget är PaK 40.